# Demostració per deducció
La demostració per deducció o demostració directa és una demostració matemàtica on la conclusió està establerta a través de la combinació lògica dels axiomes, definicions o teoremes ja existents.
Donada una hipòtesi, hi ha un mètode lògic que, pas a pas, prova si aquesta hipòtesi és veritable.
Exemple
Si {\displaystyle a\in \mathbb {R} ^{+}}, demostreu que {\displaystyle a^{2}\geq 0}.

Demostració:
Des de {\displaystyle a\geq 0} aleshores, per la propietat multiplicativa del sistema de nombres reals,
{\displaystyle a\cdot a\geq a\cdot 0}
{\displaystyle a^{2}\geq 0}
Quod erat demonstrandum (Q.E.D.).